# Johann Wilhelm Baur

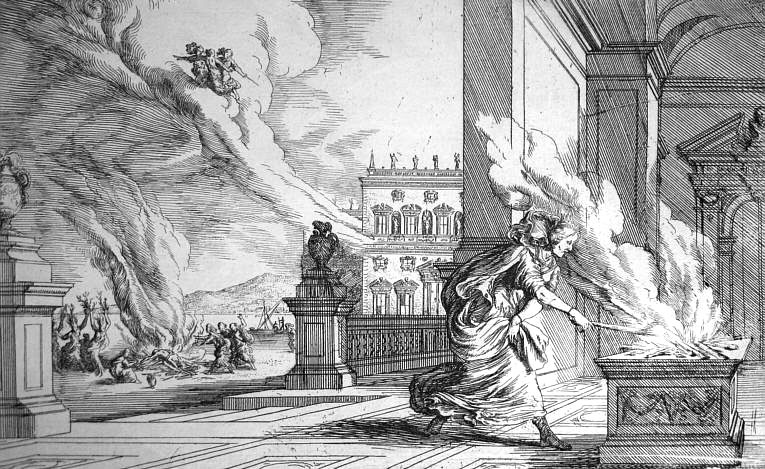
240pxAlteia, ilustração de Johann Wilhelm Baur

Johann Wilhelm Baur (Joan Guiliam Bouwer) (* Estrasburgo, 31 de maio de 1607 † Viena, janeiro de 1647) foi um gravador, aquafortista, miniaturista, pintor e ilustrador alemão. Notabilizou-se pela série com 150 ilustrações que criou para o livro Metamorfoses de Ovídio

## Biografia
Era filho de um ourives.  Foi aluno de Friederich Brentel, desenhista e gravador em Estrasburgo.  Quando terminou os seus estudos, iniciou uma viagem pela França.  Após uma breve estadia em Stuttgart, viaja para a Itália, em 1630, onde segue primeiro para Nápolis e depois para Roma, a cidade eterna, onde recebeu a encomenda para o seu primeiro trabalho, uma série de gravuras para ilustrar um livro, logo depois, trabalhou para as grandes famílias italianas, os Farnese, os Colonna, e os Borghese.  Em Roma ele fez alguns trabalhos para o duque de Bracciano, conhecido patrono das artes.
Especializou-se em aquarelas com temas de arquitetura em perspectiva, e por esta razão ele era frequentemente convidado para criar paisagens de jardins.  Tinha o costume de conversar quando estava concentrado, e era conhecido pelo seu hábito de falar com objetos inanimados.  Em 1634, ele interrompeu uma viagem a Nápolis por causa de uma mulher em Roma.  Segundo Cornelis de Bie, Baur viveu com Carolus Creten quando ele esteve em Roma.  Creten (ou Škréta) era membro de uma fraternidade de artistas e pintores holandeses e flamengos que viviam em Roma, chamada de Bentvueghels (em holandês: pássaros de mesma plumagem), também conhecidos como Schildersbert (grupo de pintores), famosos pelos seus rituais baquianos.  Provavelmente Baur também foi um dos membros, embora De Bie nada fale a respeito.
Muitos de seus desenhos para as histórias de Ovídio, a paixão de Cristo em 24 pranchas, e cenas da vida cotidiana em Roma (com costumes de várias nacionalidades) foram criadas por Melchior Küsel
Em 1637, Baur deixa Roma e parte para Viena onde o imperador Ferdinando III o encarrega de alguns trabalhos, casa-se com Anna-Maria Faustner, viúva de um ourives da Corte.  Recebe aí sua grande encomenda: A Vida de Cristo e da Virgem.  É também em Viena que realizou o seu trabalho mais significativo: as cento e cinquenta pranchas para a obra Metamorfoses de Ovídio.
Seus trabalhos foram muito procurados por colecionadores e amadores estrangeiros tal como o cardeal Mazzarino que presenteou Luís XIV com dez ilustrações.  Esta série está preservada no Museu do Louvre.
Johann Wilhelm Baur foi um estupendo desenhista: ele produzia em espaços pequenos, cenas repletas de personagens, cenas da Batalha de Osterweel, o Cortejo do Papa ou a Torre de Babel.  Seus desenhos tinham um poder estonteante, muitos deles podem ser comparados com algumas obras de Delacroix.
Morreu em Viena de um mal súbito enquanto realizava algumas encomendas para o imperador Ferdinando III.

## Obras
- Projeto Metamorfose de Ovídio - 150 ilustrações